# Cossypha humeralis
Cossypha humeralis là một loài chim trong họ Muscicapidae.